# Scratby
Scratby – osada w Anglii, w Norfolk. Leży 8,2 km od miasta Great Yarmouth, 27,9 km od Norwich i 178,1 km od Londynu. W 1861 miejscowość liczyła 309 mieszkańców. Scratby jest wspomniana w Domesday Book (1086) jako Scroteby/Scroutebei/Scroutebey.